# Трудная задача
Трудная задача (англ. The Hard Problem) — одноактная пьеса британского драматурга Тома Стоппарда, поставленная в 2015 году в Национальном театре Великобритании. До «Трудной задачи» Стоппард 9 лет не писал пьес, последней его работой для театра был «Рок-н-ролл» в 2007 году.

## Сюжет
Название пьесы отсылает к трудной проблеме сознания. Молодой психолог Хилари неожиданно для себя получает место в престижном частном исследовательском Институте изучения мозга Крола. Как мозг порождает сознание? Что такое настоящий альтруизм? Как связать мозг и божественное начало? В 15 лет Хилари родила девочку и отдала ее на усыновление — где теперь ее ребенок и помогают ли ей молитвы её матери? Скептически настроенный близкий друг Хилари Спайк отрицает само понятие божественного, а также то, что альтруизм присущ человеческой натуре. Руководитель Хилари Лео имеет слабость к тем, кто пытается решить «трудную задачу», но Хилари привлекает его и по другим причинам. Владелец Института Крола Джерри успешно совмещает инвестиционную деятельность и «работу отцом» тринадцатилетней Кэти. Молодая сотрудница Института Бо проводит свой первый эксперимент.

## Действующие лица
Хилари — психолог, соискательница докторской степени, впоследствии доктор Института изучения мозга Крола. Верит в Бога. В начале пьесы ей 22 года, в конце 27 лет

Спайк (Спенсер) — преподаватель Хилари в Лафборо, позже её бойфренд

Амаль — конкурент Хилари за место в Институте Крола, позже сотрудник хедж-фонда Крола

Лео Рейнхарт — руководитель отдела, в котором работает Хилари

Джулия — ранее одноклассница Хилари, теперь ведет класс пилатеса в институте Крола

Урсула — партнер Джулии, сотрудница института Крола

Джерри Крол — мультимиллионер

Кэти — дочь Джерри Крола

Бо — стажёрка Хилари, встречается с Амалем

Элейн (только на экранах) — актриса, нанятая для исполнения эксперимента Хилари

## Постановка
Премьера «Трудной задачи» состоялась 28 января 2015 года на сцене Дорфман-театра Национального. Режиссёром выступил художественный руководитель Национального театра Николас Хайтнер. Пьеса стала его последней постановкой в этой должности. Билеты были распроданы очень быстро, поэтому первоначальный показ был продлен. 16 апреля 2015 года постановка транслировалась в кинотеатрах Великобритании и по всеми миру в рамках проекта «Национальный театр в прямом эфире». Закрытие прошло 27 мая 2015 года.
Постановка получила смешанные отзывы: от пяти звезд от Daily Mail,  через более скромные четыре звезды от Evening Standard и The Guardian, которые отметили пьесу как «деликатную и точную» и «богатую и насыщенную идеями», к двум звездам и «крупному разочарованию» от The Telegraph.

### Состав исполнителей[6]
Хилари — Оливия Виналл

Спайк (Спенсер) — Дэмьен Молони

Амаль — Парт Такерар

Лео Рейнхарт — Джонатан Кой

Джулия — Рози Хилал

Урсула — Люси Робинсон

Джерри Крол — Энтони Калф

Кэти — Хейли Кэнэм, Дейзи Джейкоб, Элоиз Уэбб

Бо — Вера Чок

Элейн (только на экранах) — Кристин Атертон

## Постановка в России
В России пьеса появилась на сцене Российского академического молодёжного театра в феврале 2019 года под названием «Проблема» (в переводе Аркадия Островского). Режиссёром выступает Алексей Бородин, сценография Станислава Бенедиктова. На первых репетициях присутствовал Том Стоппард.

### Состав исполнителей[7]
Хилари — Ирина Таранник

Спайк (Спенсер) — Пётр Красилов / Максим Керин (с 2023 года)

Амаль — Дмитрий Кривощапов

Лео Рейнхарт — Андрей Бажин

Джулия — Александра Аронс / Александра Розовская

Урсула — Янина Соколовская / Нелли Уварова

Джерри Крол — Илья Исаев (позже Алексей Веселкин)

Кэти — Полина Лашкевич / Антонина Писарева (с 2023 года)

Бо — Татьяна Матюхова

Существует  второй перевод этой пьесы на русский язык (февраль 2016 г.) -- переводчики Ольга Варшавер и Татьяна Тульчинская.